# Jerndorff
Jerndorff er en dansk kunstnerslægt, der føres tilbage til degn i Nørre Næraa Sogn Mads Lund, hvis børn kaldte sig Jerndorff efter deres moders første mand, degnen Peder Jerndorff i Nærå. Mads Lund var fader til skoleholder og kateket ved Holmens Kirke i København Peder Lund Jerndorff (1752-1821), hvis sønner var mægler i Nakskov Nikolai August Jerndorff (1804-1859), divisionskvartermester i Søetaten Andreas Jerndorff (1797-1853) — fader til skuespiller Peter William Jerndorff (1842-1926) — og maleren Just Ulrik Jerndorff (1806-1847), der blev oldenburgsk hofmaler og har gjort sig fortjent ved sin konservatorvirksomhed i Oldenburg; han var fader til xylograf Just Carl Poul William Jerndorff (1841-1887) og maler August Andreas Jerndorff (1846-1906), hvis børn var maler Povl Jerndorff (1885-1933) og Hedevig Jerndorff (1881-?), gift med lektor Hans Julius Høffding (1876-?), søn af filosoffen Harald Høffding. Povl Jerndorff blev gift 1. gang 15.5.1914 i Kbh. (b.v.) med maler Lisbet (Lissen) Ewald, født 30.11.1890 i Vordingborg, død 5.3.1957 i Kbh., d. af forfatter Carl E. (1856–1908) og Betty Ponsaing (1859–1943). Ægteskabet opløst. Gift 2. gang 1.2.1930 i Kbh. (b.v.) med Gudrun Elisabeth Margrethe Sommer Rasmussen, født 4.12.1901 i Kbh. (Jacobs), død 12.4.1979 på Frbg., d. af maskinmester Rasmus Frederik R. (1869–1918) og Karen Olivia Margrethe Rasmussen (1869–1956). Povl Jerndorff var fader til pianist og organist Klaus Jerndorff, født 16. sept. 1932, død 19. januar 2023[kilde mangler] i Gentofte, gift med Birgitte Greve, født 9. august 1942. Sammen har de sønnen grafisk designer Michael Jerndorff, født 1. august 1969, gift med Anne-Mette Nortvig.